# Histosol

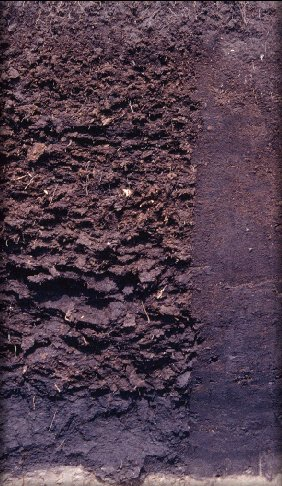
Perfil de um histossolo.

Histossolo (ou histosol na nomenclatura pedológica internacional) é um tipo de solos com horizontes orgânicos espessos, por vezes com vários metros, constituídos principalmente por material orgânico, definidos como solos que apresentam 40 cm ou mais de matéria orgânica na camada que se inicia nos primeiros 40 cm contados desde a superfície do solo. Este tipo de solo é reconhecido tanto pela Base Mundial de Referência para os Recursos do Solo (World Reference Base for Soil Resources ou WRB), como um grupo de solos de referência, como pela Taxonomia dos Solos do USDA (USDA soil taxonomy), na qual constitui uma ordem taxonómica. 

## Descrição
Os histossolos formam-se em terrenos pouco inclinados, com baixa atividade do biota do solo (edafofauna, edafoflora e populações microbianas) e, por conseguinte, com uma decomposição lenta da matéria orgânica incorporada. A saturação do solo com água impede frequentemente a rápida decomposição do material vegetal por anoxia. Consequentemente, a matéria orgânica acumula-se à superfície mais depressa do que a sua decomposição ocorre, o que permite a formação de horizontes espessos de solo orgânico.
Para que um solo possa ser considerado um histossolo, o material orgânico do solo tem um teor de carbono orgânico (por peso) de 12% ou mais (USDA Soil Taxonomy) ou 20% ou mais (WRB). Estes materiais incluem lodos, vasas e lameiros (material sáprico ou sapric na classificação internacional), lodos turfosos (solos com material hémico ou hemic na classificação internacional), ou turfa (solos fibric na classificação internacional).
As definições dos dois sistemas são semelhantes, mas não idênticas. Na USDA Soil Taxonomy, os histossolos encontram-se na chave após os Gelisols, razão pela qual os solos orgânicos sobre permafrost pertencem aos Gelisols (Histels). Na WRB, os histossolos são classificados antes dos Cryosols, razão pela qual os solos orgânicos de permafrost pertencem aos histossolos (Cryic Histosols). As definições de material orgânico de diagnóstico (material orgânico) são também algo diferentes. O WRB exige pelo menos 20 % de carbono orgânico para a matéria orgânica. Na USDA Soil Taxonomy, esse valor é de 12 %. As espessuras mínimas de matéria orgânica necessárias para um histossolo são semelhantes: 60 cm se a matéria orgânica for constituída por pelo menos três quartos de fibras vegetais, caso contrário 40 cm. Se o material orgânico se encontrar diretamente sobre rocha, rocha-mãe ou substratos comparáveis, são suficientes espessuras inferiores para um histossolo.
A maioria dos histossolos formou-se em condições de baixo oxigénio com saturação de água (turfa), mas também podem ser encontrados em regiões frias com bom fornecimento de oxigénio. Muitos histossolos apresentam condições de encharcamento  permanente (solos aquic) ou drenagem artificial, embora aguns subtipos (Folists na USDA Soil Taxonomy e Folic na WRB) sejam histossolos que se desenvolveram sob condições terrestres.
A matéria orgânica presente nos solos e, por conseguinte, os histossolos dada a sua riqueza em materiais orgânicos, tem uma densidade aparente muito baixa. Muitos destes solos são solos ácidos e muito deficientes nos principais nutrientes das plantas, especialmente as turfeiras elevadas (ombrotróficas), que são apenas saturadas pela água da chuva e não têm ligação a águas subterrâneas que contenham nutrientes.
Os histossolos são conhecidos por vários outros nomes noutros países, como turfa ou lameiro. Na Classificação Australiana de Solos, os Histossolos são designados por Organossolos (Organosols).
Os histossolos formam-se sempre que a matéria orgânica se forma a um ritmo mais rápido do que é destruída pela decomposição. Isto ocorre devido à restrição da drenagem que impede a decomposição aeróbica, e os restos de plantas e animais permanecem no solo. Assim, os histossolos são importantes ecologicamente porque, tal como os gelissolos, armazenam grandes quantidades de carbono orgânico, funcionando como sumidouro de carbono. Se a acumulação continuar durante um período suficientemente longo, formam-se os carvões.
A maioria dos histossolos ocorre no hemisfério norte da Terra e encontram-se sobretudo em regiões com um clima frio e húmido em latitudes médias e na zona boreal (na Planície Siberiana Ocidental, no Extremo Oriente Russo, principalmente no Krai de Khabarovsk e no Oblast de Amur, na Finlândia e no Canadá), bem como nos Everglades no estado americano da Florida, no Bornéu, Sumatra e Nova Guiné, na Bacia do Congo e nos pântanos de mangais da Ásia e noutras zonas de pântanos permanentes.
A presença de histossolos fossilizados é conhecida, com ocorrências datadas desde o Devónico, período de aparecimento da mais antiga vegetação terrestre extensiva que se conhece.
A área total de todos os histossolos a nível mundial é de cerca de 3,5 milhões de quilómetros quadrados, ou seja, 3 % da área terrestre livre de gelo perene.

### Usos
O valor de pH dos histossolos está normalmente na faixa ácida e o conteúdo de nutrientes é baixo. Por esta razão, os histossolos são normalmente caracterizados por um crescimento escasso de plantas. Se forem drenados, existe um grande perigo de erosão eólica. Devido ao seu elevado teor de matéria orgânica, os componentes dos histossolos são utilizados como combustível e são também extraídos e utilizados para produzir terra para vasos para horticultura.
Os histossolos são geralmente muito difíceis de cultivar devido à má drenagem e, frequentemente, à baixa fertilidade química. No entanto, os histossolos formados em terrenos glaciares (tilitos) recentes podem ser muito produtivos quando drenados e produzir pastagem de alta qualidade para bovinicultura para lacticínios ou gado de carne. Podem, por vezes, ser utilizadas para a produção de frutos se forem cuidadosamente geridos, mas existe um grande risco de a matéria orgânica se transformar em pó seco e sofrer erosão eólica sob a influência de ventos secos. A tendência para a subsidência e a compactação do solo é também evidente nestes terrenos quando sujeitos a cultivo.
A drenagem dos histossolos conduz a uma rápida mineralização da matéria orgânica e à libertação de dióxido de carbono. A drenagem pode ser despoletada pelo degelo do permafrost em resultado do aquecimento global. Em muitos locais, porém, é causada diretamente pelo homem, por exemplo, em Sumatra, onde grandes áreas são drenadas para o cultivo de palmeiras para produção de óleo de coco.
Tal como os Gelisols, os Histosols têm uma utilização muito restrita para fins de engenharia civil, porque as estruturas pesadas tendem a afundar-se no solo húmido.

### Subtipos
Na Taxonomia dos Solos do USDA (USDA soil taxonomy), os Histosols são subdivididos em:
- Folists — Histossolos não saturados com água por longos períodos de tempo durante o ano.
- Fibrists — Histossolos constituídos principalmente por materiais orgânicos fibrosos ligeiramente decompostos, muitas vezes designados por turfas.
- Hemists — Histossolos constituídos principalmente por materiais orgânicos moderadamente decompostos.
- Saprists — Histossolos constituídos principalmente por materiais orgânicos altamente decompostos, muitas vezes designados por lameiros, lodos ou vasas.
- Wassists — Histossolos que têm um lençol freático observável no campo 2 cm ou mais acima da superfície do solo durante mais de 21 horas de cada dia em todos os anos.

Na taxonomia norte-americana dos solos, os Gelisols são classificados entre os Histosol, e na WRB os Histosols são classificados antes dos Cryosols. Por conseguinte, os solos orgânicos sobre permafrost pertencem aos Histosols na WRB (como Cryic Histosols) e aos Gelisols (Histels) na USDA Soil Taxonomy.